# Corte d'appello di Torino

Territorio del distretto di corte d'appello di Torino

Il distretto della Corte d'appello di Torino è formato dai circondari dei Tribunali ordinari di Alessandria, Aosta, Asti, Biella, Cuneo, Ivrea, Novara, Torino, Verbania e Vercelli
Costituisce l'unica Corte d'appello nel territorio delle regioni Piemonte e Valle d'Aosta.

Palazzo di giustizia di Torino

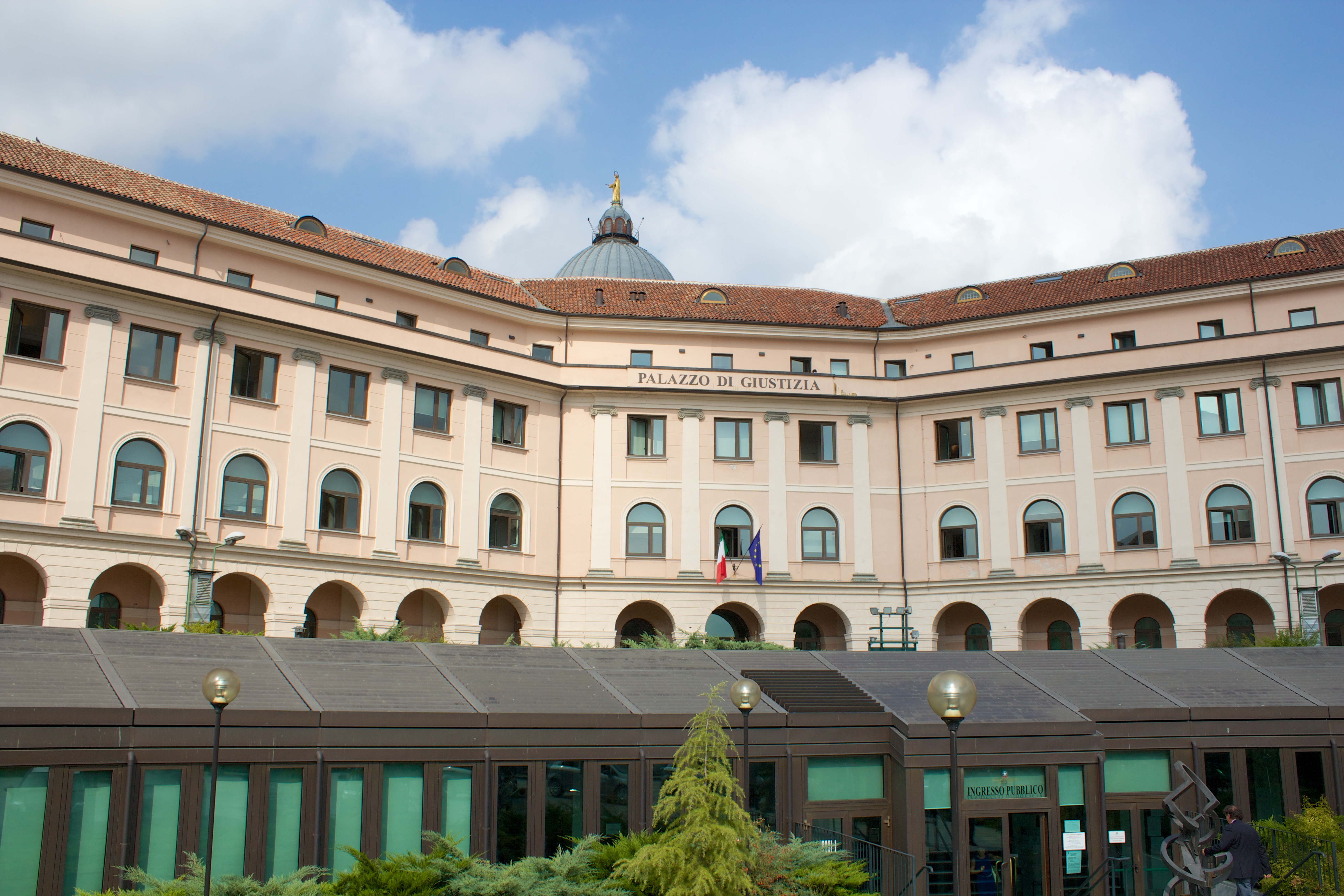
Palazzo di Giustizia di Asti

## Tribunale di Alessandria

### Giudice di pace di Acqui Terme
Acqui Terme, Alice Bel Colle, Bistagno, Bruno, Bubbio, Calamandrana, Cartosio, Castel Boglione, Castel Rocchero, Castelletto d'Erro, Castelletto Molina, Castelnuovo Belbo, Castelnuovo Bormida, Cavatore, Cessole, Cortiglione, Denice, Fontanile, Grognardo, Incisa Scapaccino, Malvicino, Maranzana, Melazzo, Merana, Mombaldone, Mombaruzzo, Monastero Bormida, Montabone, Montechiaro d'Acqui, Morbello, Morsasco, Nizza Monferrato, Olmo Gentile, Orsara Bormida, Pareto, Ponti, Ponzone, Prasco, Quaranti, Ricaldone, Rivalta Bormida, Roccaverano, Rocchetta Palafea, San Giorgio Scarampi, Serole, Sessame, Spigno Monferrato, Strevi, Terzo, Vaglio Serra, Vesime, Visone

### Giudice di pace di Alessandria
Albera Ligure, Alessandria, Alluvioni Cambiò, Arquata Scrivia, Basaluzzo, Bassignana, Belforte Monferrato, Bergamasco, Borghetto di Borbera, Borgoratto Alessandrino, Bosco Marengo, Bosio, Cabella Ligure, Cantalupo Ligure, Capriata d'Orba, Carentino, Carpeneto, Carrega Ligure, Carrosio, Casal Cermelli, Casaleggio Boiro, Cassine, Cassinelle, Castellazzo Bormida, Castelletto d'Orba, Castelletto Monferrato, Castelspina, Cremolino, Felizzano, Fraconalto, Francavilla Bisio, Frascaro, Fresonara, Frugarolo, Gamalero, Gavi, Grondona, Lerma, Lu, Masio, Molare, Mongiardino Ligure, Montaldeo, Montaldo Bormida, Montecastello, Mornese, Novi Ligure, Ovada, Oviglio, Parodi Ligure, Pasturana, Pecetto di Valenza, Pietra Marazzi, Pozzolo Formigaro, Predosa, Quargnento, Quattordio, Rivarone, Rocca Grimalda, Roccaforte Ligure, Rocchetta Ligure, San Cristoforo, San Salvatore Monferrato, Serravalle Scrivia, Sezzadio, Silvano d'Orba, Solero, Stazzano, Tagliolo Monferrato, Tassarolo, Trisobbio, Valenza, Vignole Borbera, Voltaggio

### Giudice di pace di Tortona
Alzano Scrivia, Avolasca, Berzano di Tortona, Brignano-Frascata, Carbonara Scrivia, Carezzano, Casalnoceto, Casasco, Cassano Spinola, Castellania, Castellar Guidobono, Castelnuovo Scrivia, Cerreto Grue, Costa Vescovato, Dernice, Fabbrica Curone, Garbagna, Gavazzana, Gremiasco, Guazzora, Isola Sant'Antonio, Molino dei Torti, Momperone, Monleale, Montacuto, Montegioco, Montemarzino, Paderna, Piovera, Pontecurone, Pozzol Groppo, Sale, San Sebastiano Curone, Sant'Agata Fossili, Sardigliano, Sarezzano, Spineto Scrivia, Tortona, Viguzzolo, Villalvernia, Villaromagnano, Volpedo, Volpeglino

## Tribunale di Aosta

### Giudice di pace di Aosta
Allein, Antey-Saint-André, Aosta, Arnad, Arvier, Avise, Ayas, Aymavilles, Bard, Bionaz, Brissogne, Brusson, Challand-Saint-Anselme, Challand-Saint-Victor, Chambave, Chamois, Champdepraz, Champorcher, Charvensod, Châtillon, Cogne, Courmayeur, Donnas, Doues, Emarèse, Etroubles, Fénis, Fontainemore, Gaby, Gignod, Gressan, Gressoney-La-Trinité, Gressoney-Saint-Jean, Hône, Introd, Issime, Issogne, Jovençan, La Magdeleine, La Salle, La Thuile, Lillianes, Montjovet, Morgex, Nus, Ollomont, Oyace, Perloz, Pollein, Pontboset, Pontey, Pont-Saint-Martin, Pré-Saint-Didier, Quart, Rhêmes-Notre-Dame, Rhêmes-Saint-Georges, Roisan, Saint-Christophe, Saint-Denis, Saint-Marcel, Saint-Nicolas, Saint-Oyen, Saint-Pierre, Saint-Rhémy-en-Bosses, Saint-Vincent, Sarre, Torgnon, Valgrisenche, Valpelline, Valsavarenche, Valtournenche, Verrayes, Verrès, Villeneuve

## Tribunale di Asti

### Giudice di pace di Alba
Alba, Albaretto della Torre, Arguello, Baldissero d'Alba, Barbaresco, Barolo, Benevello, Bergolo, Borgomale, Bosia, Bossolasco, Bra, Camo, Canale, Carmagnola, Castagnito, Castelletto Uzzone, Castellinaldo, Castiglione Falletto, Castiglione Tinella, Castino, Ceresole Alba, Cerretto Langhe, Cervere, Cherasco, Cissone, Corneliano d'Alba, Cortemilia, Cossano Belbo, Cravanzana, Diano d'Alba, Feisoglio, Gorzegno, Govone, Grinzane Cavour, Guarene, Isolabella, La Morra, Lequio Berria, Levice, Magliano Alfieri, Mango, Monforte d'Alba, Montà, Montaldo Roero, Montelupo Albese, Monteu Roero, Monticello d'Alba, Narzole, Neive, Neviglie, Niella Belbo, Novello, Perletto, Pezzolo Valle Uzzone, Piobesi d'Alba, Pocapaglia, Poirino, Pralormo, Priocca, Rocchetta Belbo, Roddi, Roddino, Rodello, San Benedetto Belbo, Sanfrè, Santa Vittoria d'Alba, Santo Stefano Belbo, Santo Stefano Roero, Serralunga d'Alba, Serravalle Langhe, Sinio, Sommariva del Bosco, Sommariva Perno, Torre Bormida, Treiso, Trezzo Tinella, Verduno, Vezza d'Alba

### Giudice di pace di Asti
Agliano Terme, Albugnano, Antignano, Aramengo, Asti, Azzano d'Asti, Baldichieri d'Asti, Belveglio, Berzano di San Pietro, Buttigliera d'Asti, Calosso, Camerano Casasco, Canelli, Cantarana, Capriglio, Casorzo, Cassinasco, Castagnole delle Lanze, Castagnole Monferrato, Castell'Alfero, Castellero, Castello di Annone, Castelnuovo Calcea, Castelnuovo Don Bosco, Cellarengo, Celle Enomondo, Cerreto d'Asti, Cerro Tanaro, Chiusano d'Asti, Cinaglio, Cisterna d'Asti, Coazzolo, Cocconato, Corsione, Cortandone, Cortanze, Cortazzone, Cossombrato, Costigliole d'Asti, Cunico, Dusino San Michele, Ferrere, Frinco, Grana Monferrato, Isola d'Asti, Loazzolo, Maretto, Moasca, Mombercelli, Monale, Moncucco Torinese, Mongardino, Montafia, Montaldo Scarampi, Montechiaro d'Asti, Montegrosso d'Asti, Montemagno, Montiglio Monferrato, Moransengo-Tonengo, Passerano Marmorito, Piea, Pino d'Asti, Piovà Massaia, Portacomaro, Refrancore, Revigliasco d'Asti, Roatto, Robella, Rocca d'Arazzo, Rocchetta Tanaro, San Damiano d'Asti, San Martino Alfieri, San Marzano Oliveto, San Paolo Solbrito, Scurzolengo, Settime, Soglio, Tigliole, Valfenera, Viale, Viarigi, Vigliano d'Asti, Villa San Secondo, Villafranca d'Asti, Villanova d'Asti, Vinchio

## Tribunale di Biella

### Giudice di pace di Biella
Andorno Micca, Benna, Biella, Bioglio, Borriana, Brusnengo, Callabiana, Camandona, Camburzano, Campiglia Cervo, Candelo, Casapinta, Castelletto Cervo, Cavaglià, Cerreto Castello, Cerrione, Coggiola, Cossato, Crosa, Curino, Donato, Dorzano, Gaglianico, Graglia, Lessona, Magnano, Massazza, Masserano, Mezzana Mortigliengo, Miagliano, Mongrando, Mosso, Mottalciata, Muzzano, Netro, Occhieppo Inferiore, Occhieppo Superiore, Pettinengo, Piatto, Piedicavallo, Pollone, Ponderano, Portula, Pralungo, Pray, Quaregna, Quittengo, Ronco Biellese, Roppolo, Rosazza, Sagliano Micca, Sala Biellese, Salussola, San Paolo Cervo, Sandigliano, Selve Marcone, Soprana, Sordevolo, Strona, Tavigliano, Ternengo, Tollegno, Torrazzo, Trivero, Valdengo, Vallanzengo, Valle Mosso, Valle San Nicolao, Veglio, Verrone, Vigliano Biellese, Villanova Biellese, Viverone, Zimone, Zubiena, Zumaglia

## Tribunale di Cuneo

### Giudice di pace di Cuneo
Acceglio, Aisone, Argentera, Beinette, Bernezzo, Borgo San Dalmazzo, Boves, Busca, Canosio, Caraglio, Cartignano, Castelletto Stura, Castelmagno, Celle di Macra, Centallo, Cervasca, Chiusa di Pesio, Cuneo, Demonte, Dronero, Elva, Entracque, Fossano, Gaiola, Limone Piemonte, Macra, Marmora, Moiola, Montemale di Cuneo, Monterosso Grana, Peveragno, Pietraporzio, Pradleves, Prazzo, Rittana, Roaschia, Robilante, Roccabruna, Roccasparvera, Roccavione, Sambuco, San Damiano Macra, Stroppo, Tarantasca, Valdieri, Valgrana, Valloriate, Vernante, Vignolo, Villafalletto, Villar San Costanzo, Vinadio, Vottignasco

### Giudice di pace di Mondovì
Alto, Bagnasco, Bastia Mondovì, Battifollo, Belvedere Langhe, Bene Vagienna, Bonvicino, Briaglia, Briga Alta, Camerana, Caprauna, Carù, Castellino Tanaro, Castelnuovo di Ceva, Ceva, Cigliè, Clavesana, Dogliani, Farigliano, Frabosa Soprana, Frabosa Sottana, Garessio, Gottasecca, Igliano, Lequio Tanaro, Lesegno, Lisio, Magliano Alpi, Margarita, Marsaglia, Mombarcaro, Mombasiglio, Monastero di Vasco, Monasterolo Casotto, Monchiero, Mondovì, Monesiglio, Montaldo di Mondovì, Montanera, Montezemolo, Morozzo, Murazzano, Niella Tanaro, Nucetto, Ormea, Pamparato, Paroldo, Perlo, Pianfei, Piozzo, Priero, Priola, Prunetto, Roascio, Roburent, Rocca Cigliè, Rocca de' Baldi, Roccaforte Mondovì, Sale delle Langhe, Sale San Giovanni, Saliceto, Salmour, San Michele Mondovì, Sant'Albano Stura, Scagnello, Somano, Torre Mondovì, Torresina, Trinità, Vicoforte, Villanova Mondovì, Viola

### Giudice di pace di Saluzzo
Bagnolo Piemonte, Barge, Bellino, Brondello, Brossasco, Caramagna Piemonte, Cardè, Casalgrasso, Casteldelfino, Castellar, Cavallerleone, Cavallermaggiore, Costigliole Saluzzo, Crissolo, Envie, Frassino, Gambasca, Genola, Isasca, Lagnasco, Manta, Marene, Martiniana Po, Melle, Monasterolo di Savigliano, Moretta, Murello, Oncino, Ostana, Paesana, Pagno, Piasco, Polonghera, Pontechianale, Racconigi, Revello, Rifreddo, Rossana, Ruffia, Saluzzo, Sampeyre, Sanfront, Savigliano, Scarnafigi, Torre San Giorgio, Valmala, Venasca, Verzuolo, Villanova Solaro

## Tribunale di Ivrea

### Giudice di pace di Ivrea
Agliè, Ala di Stura, Albiano d'Ivrea, Alice Superiore, Alpette, Andrate, Azeglio, Bairo, Balangero, Baldissero Canavese, Balme, Banchette, Barbania, Barone Canavese, Bollengo, Borgaro Torinese, Borgiallo, Borgofranco d'Ivrea, Borgomasino, Bosconero, Brandizzo, Brosso, Brozolo, Brusasco, Burolo, Busano, Cafasse, Caluso, Candia Canavese, Canischio, Cantoira, Caravino, Carema, Casalborgone, Cascinette d'Ivrea, Castagneto Po, Castellamonte, Castelnuovo Nigra, Castiglione Torinese, Cavagnolo, Ceres, Ceresole Reale, Chialamberto, Chiaverano, Chiesanuova, Chivasso, Ciconio, Cintano, Cinzano, Cirié, Coassolo Torinese, Colleretto Castelnuovo, Colleretto Giacosa, Conio, Cossano Canavese, Cuceglio, Cuorgnè, Favria, Feletto, Fiano, Fiorano Canavese, Foglizzo, Forno Canavese, Frassinetto, Front, Gassino Torinese, Germagnano, Groscavallo, Grosso, Ingria, Issiglio, Ivrea, Lanzo Torinese, Lauriano, Leini, Lemie, Lessolo, Levone, Locana, Lombardore, Loranzè, Lugnacco, Lusigliè, Maglione, Mathi, Mazze, Mercenasco, Meugliano, Mezzenile, Monastero di Lanzo, Montalenghe, Montalto Dora, Montanaro, Monteu da Po, Noasca, Nole, Nomaglio, Oglianico, Orio Canavese, Ozegna, Palazzo Canavese, Parella, Pavone Canavese, Pecco, Perosa Canavese, Pertusio, Pessinetto, Piverone, Pont-Canavese, Prascorsano, Pratiglione, Quagliuzzo, Quassolo, Quincinetto, Ribordone, Rivalba, Rivara, Rivarolo Canavese, Rivarossa, Robassomero, Rocca Canavese, Romano Canavese, Ronco Canavese, Rondissone, Rueglio, Salassa, Salerano Canavese, Samone, San Benigno Canavese, San Carlo Canavese, San Colombano Belmonte, San Francesco al Campo, San Giorgio Canavese, San Giusto Canavese, San Martino Canavese, San Maurizio Canavese, San Mauro Torinese, San Ponso, San Raffaele Cimena, San Sebastiano da Po, Scarmagno, Sciolze, Settimo Rottaro, Settimo Torinese, Settimo Vittone, Sparone, Strambinello, Strambino, Tavagnasco, Torrazza Piemonte, Torre Canavese, Trausella, Traversella, Traves, Usseglio, Vallo Torinese, Valperga, Valprato Soana, Varisella, Vauda Canavese, Venaria Reale, Verolengo, Verrua Savoia, Vestignè, Vialfrè, Vico Canavese, Vidracco, Villanova Canavese, Villareggia, Vische, Vistrorio, Viù, Volpiano

## Tribunale di Novara

### Giudice di pace di Novara
Agrate Conturbia, Barengo, Bellinzago Novarese, Biandrate, Boca, Bogogno, Bolzano Novarese, Borgo Ticino, Borgolavezzaro, Borgomanero, Briga Novarese, Briona, Caltignaga, Cameri, Carpignano Sesia, Casalbeltrame, Casaleggio Novara, Casalino, Casalvolone, Castellazzo Novarese, Castelletto sopra Ticino, Cavaglietto, Cavaglio d'Agogna, Cavallirio, Cerano, Comignago, Cressa, Cureggio, Divignano, Fara Novarese, Fontaneto d'Agogna, Galliate, Garbagna Novarese, Gargallo, Gattico, Ghemme, Gozzano, Granozzo con Monticello, Grignasco, Landiona, Maggiora, Mandello Vitta, Marano Ticino, Mezzomerico, Momo, Nibbiola, Novara, Oleggio, Pogno, Pombia, Prato Sesia, Recetto, Romagnano Sesia, Romentino, San Maurizio d'Opaglio, San Nazzaro Sesia, San Pietro Mosezzo, Sillavengo, Sizzano, Soriso, Sozzago, Suno, Terdobbiate, Tornaco, Trecate, Vaprio d'Agogna, Varallo Pombia, Veruno, Vespolate, Vicolungo, Vinzaglio

## Tribunale di Torino

### Giudice di pace di Pinerolo
Airasca, Angrogna, Bibiana, Bobbio Pellice, Bricherasio, Bruino, Buriasco, Campiglione-Fenile, Candiolo, Cantalupa, Castagnole Piemonte, Cavour, Cercenasco, Cumiana, Fenestrelle, Frossasco, Garzigliana, Inverso Pinasca, Lombriasco, Luserna San Giovanni, Lusernetta, Macello, Massello, None, Orbassano, Osasco, Osasio, Pancalieri, Perosa Argentina, Perrero, Pinasca, Pinerolo, Piossasco, Piscina, Pomaretto, Porte, Pragelato, Prali, Pramollo, Prarostino, Roletto, Rorà, Roure, Salza di Pinerolo, San Germano Chisone, San Pietro Val Lemina, San Secondo di Pinerolo, Sangano, Scalenghe, Sestriere, Torre Pellice, Usseaux, Vigone, Villafranca Piemonte, Villar Pellice, Villar Perosa, Virle Piemonte, Volvera

### Giudice di pace di Torino
Almese, Alpignano, Andezeno, Arignano, Avigliana, Baldissero Torinese, Bardonecchia, Beinasco, Borgone Susa, Bruzolo, Bussoleno, Buttigliera Alta, Cambiano, Caprie, Carignano, Caselette, Caselle Torinese, Cesana Torinese, Chianocco, Chieri, Chiomonte, Chiusa di San Michele, Claviere, Coazze, Collegno, Condove, Druento, Exilles, Giaglione, Giaveno, Givoletto, Gravere, Grugliasco, La Cassa, La Loggia, Marentino, Mattie, Meana di Susa, Mombello di Torino, Mompantero, Moncalieri, Moncenisio, Montaldo Torinese, Moriondo Torinese, Nichelino, Novalesa, Oulx, Pavarolo, Pecetto Torinese, Pianezza, Pino Torinese, Piobesi Torinese, Reano, Riva presso Chieri, Rivalta di Torino, Rivoli, Rosta, Rubiana, Salbertrand, San Didero, San Gillio, San Giorio di Susa, Sant'Ambrogio di Torino, Sant'Antonino di Susa, Santena, Sauze di Cesana, Sauze d'Oulx, Susa, Torino, Trana, Trofarello, Vaie, Val della Torre, Valgioie, Venaus, Villar Dora, Villarbasse, Villar Focchiardo, Villastellone, Vinovo

## Tribunale di Verbania

### Giudice di pace di Verbania
Ameno, Antrona Schieranco, Anzola d'Ossola, Arizzano, Armeno, Arola, Arona, Aurano, Baceno, Bannio Anzino, Baveno, Bee, Belgirate, Beura-Cardezza, Bognanco, Borgomezzavalle, Brovello-Carpugnino, Calasca-Castiglione, Cambiasca, Cannero Riviera, Cannobio, Caprezzo, Casale Corte Cerro, Ceppo Morelli, Cesara, Colazza, Cossogno, Craveggia, Crevoladossola, Crodo, Domodossola, Dormelletto, Druogno, Formazza, Germagno, Ghiffa, Gignese, Gravellona Toce, Gurro, Intragna, Invorio, Lesa, Loreglia, Macugnaga, Madonna del Sasso, Malesco, Masera, Massino Visconti, Massiola, Meina, Mergozzo, Miasino, Miazzina, Montecrestese, Montescheno, Nebbiuno, Nonio, Oggebbio, Oleggio Castello, Omegna, Ornavasso, Orta San Giulio, Pallanzeno, Paruzzaro, Pella, Pettenasco, Piedimulera, Pieve Vergonte, Pisano, Premeno, Premia, Premosello-Chiovenda, Quarna Sopra, Quarna Sotto, Re, San Bernardino Verbano, Santa Maria Maggiore, Stresa, Toceno, Trarego Viggiona, Trasquera, Trontano, Valle Cannobina, Valstrona, Vanzone con San Carlo, Varzo, Verbania, Vignone, Villadossola, Villette, Vogogna

## Tribunale di Vercelli

### Giudice di pace di Casale Monferrato
Alfiano Natta, Altavilla Monferrato, Balzola, Borgo San Martino, Bozzole, Calliano, Camagna Monferrato, Camino, Casale Monferrato, Castelletto Merli, Cella Monte, Cereseto, Cerrina Monferrato, Coniolo, Conzano, Cuccaro Monferrato, Frassinello Monferrato, Frassineto Po, Fubine, Gabiano, Giarole, Grazzano Badoglio, Mirabello Monferrato, Mombello Monferrato, Moncalvo, Moncestino, Morano sul Po, Murisengo, Occimiano, Odalengo Grande, Odalengo Piccolo, Olivola, Ottiglio, Ozzano Monferrato, Penango, Pomaro Monferrato, Pontestura, Ponzano Monferrato, Rosignano Monferrato, Sala Monferrato, San Giorgio Monferrato, Serralunga di Crea, Solonghello, Terruggia, Ticineto, Tonco, Treville, Valmacca, Vignale Monferrato, Villadeati, Villamiroglio, Villanova Monferrato

### Giudice di pace di Varallo
Ailoche, Alagna Valsesia, Balmuccia, Boccioleto, Borgosesia, Breia, Campertogno, Caprile, Carcoforo, Cellio, Cervatto, Civiasco, Cravagliana, Crevacuore, Fobello, Guardabosone, Mollia, Pila, Piode, Postua, Quarona, Rassa, Alto Sermenza, Rimella, Riva Valdobbia, Rossa, Sabbia, Scopa, Scopello, Serravalle Sesia, Sostegno, Valduggia, Varallo, Vocca

### Giudice di pace di Vercelli
Albano Vercellese, Alice Castello, Arborio, Asigliano Vercellese, Balocco, Bianzè, Borgo d'Ale, Borgo Vercelli, Buronzo, Caresana, Caresanablot, Carisio, Casanova Elvo, Cigliano, Collobiano, Costanzana, Crescentino, Crova, Desana, Fontanetto Po, Formigliana, Gattinara, Ghislarengo, Gifflenga, Greggio, Lamporo, Lenta, Lignana, Livorno Ferraris, Lozzolo, Moncrivello, Motta de' Conti, Olcenengo, Oldenico, Palazzolo Vercellese, Pertengo, Pezzana, Prarolo, Quinto Vercellese, Rive, Roasio, Ronsecco, Rovasenda, Salasco, Sali Vercellese, Saluggia, San Germano Vercellese, San Giacomo Vercellese, Santhià, Stroppiana, Tricerro, Trino, Tronzano Vercellese, Vercelli, Villa del Bosco, Villarboit, Villata

## Altri organi giurisdizionali competenti per i comuni del distretto

### Sezioni specializzate
- Corti d’assise di Alessandria, Aosta, Asti, Cuneo, Ivrea, Novara e Torino
- Corte d'assise d'appello di Torino
- Sezioni specializzate in materia di impresa presso il Tribunale e la Corte d'appello di Torino
- Sezione specializzata in materia di immigrazione, protezione internazionale e libera circolazione dei cittadini (IX sez. civile)
- Tribunale regionale delle acque pubbliche di Torino

### Giustizia minorile
- Tribunale per i minorenni di Torino
- Corti d'appello di Torino, sezione per i minorenni

### Sorveglianza
- Ufficio di sorveglianza: Alessandria, Cuneo, Novara, Torino e Vercelli
- Tribunale di sorveglianza: Torino

### Giustizia tributaria
- Commissione tributaria provinciale (CTP): Alessandria, Aosta, Asti, Biella, Cuneo, Novara, Torino, Verbania e Vercelli
- Commissione tributaria regionale (CTR) Piemonte, sede di Torino; CTR Valle d'Aosta, sede di Aosta

### Giustizia militare
- Tribunale militare di Verona
- Corte d’appello militare di Roma

### Giustizia contabile
- Corte dei Conti: 
  - Sezione Giurisdizionale per la Regione Piemonte, Sezione regionale di controllo, Procura regionale presso la sezione giurisdizionale (Torino)[2]
  - Sezione Giurisdizionale per la Regione Valle d'Aosta/Vallée d'Aoste, Sezione regionale di controllo, Procura regionale presso la sezione giurisdizionale (Aosta)[3]

### Giustizia amministrativa
- Tribunale Amministrativo Regionale per il Piemonte (Torino)[4]
- Tribunale Amministrativo Regionale per la Valle d'Aosta (Aosta)[5]

### Usi civici
- Commissariato per la liquidazione degli usi civici di Piemonte e Liguria, con sede a Torino (competente anche per la Valle d'Aosta)